# Kang Kyung-jin
Kang Kyung-jin (kor. 강경진; * 24. März 1973) ist ein ehemaliger Badmintonspieler aus Südkorea.

## Sportliche Karriere
Kang Kyung-jin wurde im Mixed mit Shim Eun-jung Dritter bei der Weltmeisterschaft 1991. Bei den Olympischen Sommerspielen 1996 wurde er Fünfter im Herrendoppel mit Ha Tae-kwon. 1997 gewannen beide die All England.

## Sportliche Erfolge
| Saison | Veranstaltung       | Disziplin    | Platz | Name                            |
| ------ | ------------------- | ------------ | ----- | ------------------------------- |
| 1991   | Weltmeisterschaft   | Mixed        | 3     | Kang Kyung Jin / Shim Eun-jung  |
| 1994   | Asienspiele         | Mixed        | 2     | Kang Kyung-jin / Jang Hye-ock   |
| 1995   | Canada Open         | Herrendoppel | 1     | Ha Tae-kwon / Kang Kyung-jin    |
| 1996   | Thailand Open       | Herrendoppel | 2     | Kang Kyung Jin / Ha Tae Kwon    |
| 1996   | Olympia             | Herrendoppel | 5     | Ha Tae-kwon / Kang Kyung-jin    |
| 1997   | Swedish Open        | Herrendoppel | 1     | Ha Tae-kwon / Kang Kyung-jin    |
| 1997   | Korea Open          | Herrendoppel | 1     | Ha Tae-kwon / Kang Kyung-jin    |
| 1997   | All England         | Herrendoppel | 1     | Ha Tae-kwon / Kang Kyung-jin    |
| 1997   | Japan Open          | Herrendoppel | 5     | Kang Kyung-jin / Ha Tae-kwon    |
| 1997   | Chinese Taipei Open | Herrendoppel | 3     | Kang Kyung-jin / Ha Tae-kwon    |
| 1997   | Swiss Open          | Herrendoppel | 3     | Ha Tae-kwon / Kang Kyung-jin    |
| 1998   | Asienmeisterschaft  | Herrendoppel | 1     | Kang Kyung-jin / Ha Tae-kwon    |
| 2001   | US Open             | Herrendoppel | 1     | Kang Kyung-jin / Park Young-duk |
| 2005   | Canada Open         | Herrendoppel | 1     | Han Sung-wook / Kang Kyung-jin  |